# 士気
士気（しき、英: morale）は、一般に部隊の任務を遂行する上で有用な兵員の心理的な積極性や耐久性を指す。
その他、軍事関係以外にも集団・組織行動全般での関係者の行動意欲に関わる、心理的高揚のバロメーターを表す。

## 軍事における士気
戦闘部隊が発揮する戦闘力には兵員数や装備などの物質的要素だけではなく、団結や錬度などの心理的要素が関わっていることが分かっている。士気とは戦闘力を構成する心理的要素の一つであり、心理学的には集団態度として理解することができる。つまり戦闘に対する集団の中で形成され、保持されている態度であり、軍事教育や訓練やリーダーシップによって強化することが可能である。シブタニの研究では士気の水準が高い部隊では構成員が所属する部隊を誇りとし、部隊の評判に対して強い反応を示し、部隊の象徴を提示することに大きな喜びを覚えることが報告されている。
士気を左右する要因として部隊を組織している個々人の生理学的、心理的な状態や性質が士気に影響を与えることが報告されている。マニングは暖かい食事や入浴、睡眠などの健康増進のための措置の重要性を指摘している。またストーファーは太平洋戦線の兵士に対する調査を行い、相対的剥奪の概念を導入しながら、過酷な環境においても当初期待していたよりも多くの物質的な快適さや満足を兵員に提供することで士気が急速に高揚することと、覚悟していたよりも多くの不愉快さや不満がもたらされた時に士気が低下するという因果関係を考察した。また世界大戦後のベトナム戦争や研究から士気を決定づける重要な要素として明確な目標を認識することの重要性が報告されている。
致命的な危機に直面しても、先天性、使命感、責任感、知的な意志などによって恐怖を抑える勇気も士気の維持増進に直結する。集団に対する帰属意識も士気に大きく貢献する。具体的には集団への忠誠心、自身が負傷した時に仲間が助けてくれるという信頼、優秀な集団への誇り、自身の功績を認定してくれるという励み、などが集団同一視を生み出し、自己無力感を解消する。逆に士気が低下すると、兵士の自発的な判断による効率的な戦闘が期待しづらくなり戦力は低下、抗命や戦争神経症が多発する。「士気阻喪」と呼ばれる状態に陥ると士気の低下が部隊全体に伝染し組織的な戦闘が困難になる。撤退はしばしば敗走に変わり、脱走が相次いで部隊が霧散消失する。